# هانز هيرمان يونغه
هانز هيرمان يونغه (11 فبراير 1914   - 13 أغسطس 1944) ولد في برييتس / هولشتاين كان ضابطًا ألمانيًا في قوات الأمن الخاصة خدم كمساعد في المخيم وخادمًا لأدولف هتلر. تزوج من تراودل يونغه، آخر سكرتير خاص لهتلر. قُتل في معركة خلال المراحل الأخيرة من معركة نورماندي في أغسطس 1944 ودُفن في مقبرة الحرب تشامبيني سان أندريه الألمانية.

## المسيرة المهنية
ولد يونغه في برييتس في مقاطعة شليسفيغ هولشتاين في فبراير 1914. لقد انضم إلى شوتزشتافل (SS) وتطوع في عام 1934 في لايبشتاندارته أدولف هتلر. وفي 1 يوليو 1936 أصبح عضوا في بيجليتكوماندو دس فوهررس التي وفرت الحماية الأمنية لهتلر. وفي عام 1940 أصبح يونغه خادمًا ومنظمًا لهتلر والتقى مع تراودل همبس، التي كانت آخر سكرتير خاص لهتلر. اعتبر يونغه خادم هتلر الثاني بعد هاينز لينج. عمل يونغه كخادم في مستشارية الرايخ في برلين وفي منزل هتلر بالقرب من Berchtesgaden. وفقًا لتراودل، مع أنهما كانا يطلقا عليها خادمان، إلا أنهما كانا بالفعل مديرين لأسرة هتلر. لقد رافقاه حيثما ذهب وكانا مسؤولين عن روتين هتلر اليومي. بما في ذلك إيقاظه، وتوفير الصحف والرسائل، وتحديد القائمة اليومية / الوجبات وخزانة الملابس. كان لينج ويونغه يتبادلان الفترات كل يومين.

بتشجيع من هتلر، تزوج يونغه وهمبس في 19 يونيو 1943. وفي 14 يوليو 1943، انضم إلى فافن إس إس. وحول ذهاب يونغه إلى الجبهة، كتبت زوجته تراودل في مذكراتها:
| « | ... لقد كان أحد الأشخاص القلائل الذين أدركوا أن أفكار هتلر سيكون لها تأثير كبير عليك على المدى الطويل لدرجة أنك في النهاية لن تعرف ما كنت قد تعتقده عن نفسك، وما كان بسبب التأثير الخارجي. أراد يونغه استعادة إحساسه بالموضوعية مرة أخرى. لقد تقدم عدة مرات للذهاب إلى الجبهة، وهي الطريقة الوحيدة التي يمكن أن يتخلى فيها عن وظيفته مع هتلر. ... | » |

في العام التالي قُتل في معركة باعتباره SS- اوبرستورموهر (ملازم أول) في هجوم بطائرة منخفضة في درو في فرنسا. وفقًا لليمان وكارول، «لقد أعجب هتلر بهانز يونغه واستاء من وفاته لدرجة أنه نشر الخبر إلى تراودل يونغه شخصيًا.» ذكرت تراودل أن هتلر طلب منها البقاء في منصب سكرتيرته. ووعد «برعاية» تراودل التي صارت أرملة.

### اقتباسات
1. 1 2  Lehmann & Carroll 2005.
2. 1 2  Hoffmann 2000، صفحة 56.
3. ↑  Hamilton 1984، صفحة 155.
4. ↑  Galante & Silianoff 1989، صفحة 39.
5. ↑  Junge, Traudl (2002). Until the Final Hour, London. (ردمك 0-297-84720-1).
6. ↑  Galante & Silianoff 1989، صفحات 124–125.

### قائمة المراجع
- Galante، Pierre؛ Silianoff، Eugene (1989). Voices From the Bunker. New York: G. P. Putnam's Sons. ISBN:978-0-3991-3404-3.
- Hamilton، Charles (1984). Leaders & Personalities of the Third Reich, Vol. 1. R. James Bender Publishing. ISBN:0-912138-27-0.
- Hoffmann، Peter (2000) [1979]. Hitler's Personal Security: Protecting the Führer 1921–1945. New York: Da Capo Press. ISBN:978-0-30680-947-7.
- Lehmann، Armin Dieter؛ Carroll، Tim (2005). In Hitler's Bunker: A Boy Soldier's Eyewitness Account of the Fuhrer's Last Days. Globe Pequot. ISBN:978-1-59228-578-5. مؤرشف من الأصل في 2022-06-24.